# لوکی (فصل ۲)
فصل دوم مجموعهٔ تلویزیونی آمریکایی لوکی، که بر پایهٔ شخصیتی با همین نام از مارول کامیکس ساخته شده است، داستان لوکی را در حالی دنبال می‌کند که با موبیوس ام. موبیوس، هانتر بی-۱۵ و دیگر اعضای سازمان واریانس زمانی همکاری می‌کند تا در چندجهانی به دنبال سیلوی، راونا رنس‌لیر و میس مینیتس بگردد. این فصل در دنیای سینمایی مارول جریان دارد و با دیگر فیلم‌های این فرنچایز دارای پیوستگی داستانی است. این فصل توسط مارول استودیوز تهیه شده و اریک مارتین به عنوان نویسندهٔ اصلی و جاستین بنسون و آرون مورهد به عنوان کارگردانان اصلی در آن فعالیت داشته‌اند.
تام هیدلستون بار دیگر نقش لوکی را از مجموعه‌فیلم‌های مارول در این فصل ایفا می‌کند و در کنار بازیگرانی چون سوفیا دی مارتینو (سیلوی)، وونمی موساکو (هانتر بی-۱۵)، اوون ویلسون (موبیوس)، گوگو امبتا-را (رنس‌لیر)، تارا استرانگ (میس مینیتس) و جاناتان میجرز که همگی نقش‌های خود از فصل نخست را تکرار می‌کنند، به ایفای نقش می‌پردازد. همچنین رافائل کاسال، کیت دیکی، لیز کار و جاناتان کی کوان نیز به جمع بازیگران این فصل پیوسته‌اند. توسعهٔ فصل دوم تا نوامبر ۲۰۲۰ آغاز شده بود و در ژوئیهٔ ۲۰۲۱ رسماً تأیید شد. اریک مارتین، جاستین بنسون و آرون مورهد تا پایان فوریهٔ ۲۰۲۲ برای نگارش و کارگردانی فصل جدید انتخاب شدند. فیلم‌برداری از ژوئن ۲۰۲۲ در استودیوهای پاین‌وود آغاز و در اکتبر همان سال به پایان رسید. دن دی‌لیو و کسرا فراهانی نیز در ژوئن ۲۰۲۳ به عنوان کارگردانان اضافی این فصل معرفی شدند.
فصل دوم در ۵ اکتبر ۲۰۲۳ از طریق دیزنی پلاس منتشر شد و در شش قسمت تا ۹ نوامبر ادامه یافت. این فصل بخشی از فاز پنجم دنیای سینمایی مارول محسوب می‌شود. فصل دوم با بازخوردهای مثبتی از سوی منتقدان مواجه شد و تحسین‌هایی بابت پایان‌بندی، موسیقی متن و مسیر تحول شخصیتی لوکی دریافت کرد.